# 23 luglio
Il 23 luglio è il 204º giorno del calendario gregoriano (il 205º negli anni bisestili). Mancano 161 giorni alla fine dell'anno.
Il Sole entra nel segno astrologico del Leone.

## Eventi
- 1632 – 300 coloni diretti in Nuova Francia partono da Dieppe;
- 1829 – Negli Stati Uniti d'America, William Burt brevetta la prima macchina per scrivere;
- 1862 – Guerra di secessione americana: Henry W. Halleck assume il comando dell'esercito unionista;
- 1903 – Il dottor Ernst Pfenning di Chicago (Illinois) diventa il primo possessore di una Ford Modello A;
- 1914 – Francesco Giuseppe invia un ultimatum alla Serbia che provocherà l'inizio della Grande Guerra;
- 1926 – La Fox Film acquista il brevetto del sistema sonoro Movietone per la registrazione dell'audio nei film;
- 1929 – Nella provincia di Bolzano viene imposto l'uso della lingua italiana in ogni forma di comunicazione pubblica;
- 1930 – Il terremoto dell'Irpinia e del Vulture di magnitudo 6,7 colpisce le province di Avellino, Foggia e Potenza causando la morte di 1425 persone;
- 1942 – Muore fucilato a Sofia il poeta comunista Nikola Jonkov Vapcarov per la sua attività di oppositore al regime fascista di Bogdan Filov;
- 1944 – Eccidio di Piavola;
- 1952
  - Il generale Muḥammad Naǧīb guida il Movimento degli Ufficiali Liberi (formato da Gamal Abd el-Nasser, considerato la vera mente dietro il colpo di Stato) nel rovesciamento di re Faruq d'Egitto;
  - Unione europea: entra in vigore il Trattato CECA e nasce così la Comunità europea del carbone e dell'acciaio;
- 1956 – La Loi Cadre viene approvata dal parlamento francese, allo scopo di mettere ordine nelle questioni relative ai Territori francesi d'oltremare;
- 1962 – La Telstar trasmette il primo segnale televisivo transoceanico;
- 1967 – Rivolta della dodicesima strada: a Detroit (Michigan), una delle peggiori rivolte della storia degli Stati Uniti d'America scoppia nella 12ª strada, posta nel cuore della città a prevalenza afroamericana, provocando 43 morti, 342 feriti e circa 1400 edifici incendiati;
- 1970 – Il giovane principe Qābūs bin Saʿīd Āl Saʿīd diventa il nuovo sultano di Mascate e Oman dopo aver rovesciato suo padre, Sa'id bin Taymur dell'Oman, con un colpo di palazzo incruento;
- 1972 – Gli USA lanciano il Landsat 1, primo satellite per i rilevamenti terrestri;
- 1982 – La Commissione internazionale per la caccia alle balene decide di porre fine alla caccia alle balene per fini commerciali entro il 1985-86;
- 1984 – Vanessa L. Williams diventa la prima Miss America a rinunciare al titolo, dopo la pubblicazione di sue foto di nudo sulla rivista statunitense Penthouse;
- 1985 – Negli USA, Andy Warhol fa da testimonial al lancio dell'Amiga 1000, nuovo computer della Commodore International, esibendosi in performance pubbliche di pittura digitale dal vivo e realizzando un ritratto della cantante Debbie Harry usando il software ProPaint; le opere sono fra i primissimi lavori di arte digitale mai realizzati[1][2];
- 1986 – A Londra, il principe Andrea, duca di York, sposa Sarah Ferguson nell'Abbazia di Westminster;
- 1995 – Viene scoperta la cometa Hale-Bopp, che diventerà visibile a occhio nudo circa un anno dopo;
- 1997 – La Digital Equipment Company avanza un'accusa all'antitrust contro il produttore di chip Intel;
- 2002 – Dopo 50 anni scade il Trattato CECA e la Comunità europea del carbone e dell'acciaio viene inglobata nell'Unione europea;
- 2003 – A Cascina (Pisa) si inaugura l'esperimento VIRGO, destinato alla rilevazione delle onde gravitazionali;
- 2005 – Attentato terroristico a Sharm El Sheikh in cui muoiono 63 persone;
- 2015 – La NASA scopre il pianeta più simile alla Terra mai osservato prima, denominato Kepler-452 b dalla Missione Kepler;
- 2018 – In Grecia una serie d'incendi nelle vicinanze di Atene provoca 94 morti;
- 2021 – Si aprono a Tokyo, in Giappone, i Giochi della XXXII Olimpiade posticipati dal 2020 al 2021 a causa della Pandemia di COVID-19.

## Nati
Ci sono circa 1 100 voci su persone nate il 23 luglio; vedi la pagina Nati il 23 luglio per un elenco descrittivo o la categoria Nati il 23 luglio per un indice alfabetico.

## Morti
Ci sono circa 500 voci su persone morte il 23 luglio; vedi la pagina Morti il 23 luglio per un elenco descrittivo o la categoria Morti il 23 luglio per un indice alfabetico.

## Feste e ricorrenze

### Civili
Giornata mondiale della Sindrome di Sjogren
Nazionali:
- Egitto – Giorno della rivoluzione (1952)
- Libia – Giorno della rivoluzione
- Papua Nuova Guinea – Giorno del ricordo
- Tanzania – Mwaka Kogwa, capodanno swahili di Makunduchi

### Religiose
Cristianesimo:
- Santa Brigida di Svezia, religiosa, fondatrice dell'Ordine del Santissimo Salvatore di Santa Brigida
- Sant'Ezechiele, profeta
- San Giovanni Cassiano
- San Severo martire
- San Valeriano di Cimiez, vescovo
- Beata Caterina Caldes Socias, religiosa e martire
- Beato Krystyn Wojciech Gondek, sacerdote e martire
- Beato Emilio Arce Diez, coadiutore salesiano, martire
- Beata Filomena di San Francesco di Paola (Anna Ballesta y Gelmá), vergine e martire
- Beati Germano di Gesù e Maria (Emanuele Pérez Giménez) e 8 compagni, martiri passionisti spagnoli
- Beato Giacomo I d'Aragona, re, cofondatore dell'Ordine di Santa Maria della Mercede
- Beata Giovanna da Orvieto, domenicana
- Beato Giovanni de Luca, mercedario
- Beato Giovanni de Montesinos, martire mercedario
- Beata Giuseppa del Purissimo Cuore di Maria (Giuseppa Panyella y Doménech), vergine e martire
- Beato Giuseppe Sala Picò, sacerdote e martire
- Beato Leonardo da Recanati, vescovo
- Beata Margherita Alacoque di San Raimondo (Raimonda Ors Torrents), vergine e martire
- Beata Margarita María López de Maturana, fondatrice delle Suore mercedarie missionarie
- Beata Maria dell'Assunzione (Addolorata Vilaseca e Gallego), vergine e martire
- Beata Maria della Mercede (Mercedes Mestre Trinché), vergine e martire
- Beata Maria di Gesù (Vincenza Jordá y Martí), vergine e martire
- Beata Maria di Montserrat (Giuseppa Pilar García y Solanas), vergine e martire
- Beata Maria di Sant'Enrico (Maria Montserrat Ors e Molist), vergine e martire
- Beate Martiri spagnole minime scalze di San Francesco di Paola
- Beata Michela Rullan Ribot, religiosa e martire
- Beati Niceforo di Gesù e Maria (Vincenzo Díez Tejerina) e 5 compagni, martiri spagnoli passionisti
- Beato Paolo Noguera Trias, religioso e martire
- Beato Pedro Ruiz de los Paños y Ángel, sacerdote e martire
- Beata Prudenza Canyelles Ginesta, martire
- Beati Simone Reynes Solivellas, Michele Pons Ramis e Francesco Mayol Oliver, religiosi e martiri
- Beata Suor Trinità (Teresa Rius e Casas), vergine e martire

Rastafarianesimo
- Celebrazione della nascita di Hailé Selassié

Religione romana antica e moderna:
- Nettunalia